# Мирослав Радовановић (певач)
Мирослав Радовановић (Трешњевица, 1. јун 1947 — Чачак, 21. мај 2020) био је српски певач народне музике.

## Биографија
Рођен је 1. јуна 1947. године у селу Трешњевица код Ариља. У својој осмој години, остао је без родитеља. Заједно са старијим братом одлази у Чачак, где завршава основну и средњу школу. У раној младости учествује на многим такмичењима певача аматера. Прву плочу снима 1970. године са песмама „Желео бих да те сретнем” и „Не могу без тебе, не могу са тобом”, настале у сарадњи са композитором Чаславом Ђоковићем. Убрзо након тога је уследила сарадња са композитором Предрагом Вуковићем Вукасом и настаје велики хит „Ти си жена мог живота”. Плоча је продата у 500.000 примерака. Потом се ређају хитови „Док те чекам испод липа”, „Довиђења, довиђења”, „Не играј се, не мучи ми душу” и многи други.
У току своје дугогодишње каријере сарађивао је са композиторима као што су Часлав Ђоковић, Предраг Вуковић Вукас, Предраг Неговановић, Шабан Шаулић и многи други. Неке песме је и сам компоновао. Сарађивао је са текстописцима попут Радета Јовановића, Руждије Крупе, Атанасија Савића, Миодрага Ж. Илића, Новице Костића, као и са оркестром Бранимира Ђокића, Томице Миљића и Буце Јовановића.
Снимао је за Југодиск, Дискос, Мелос, Реноме и друге издавачке куће.

## Фестивали
- 1970. Чачак - Не могу без тебе, не могу са тобом, прва награда стручног жирија
- 1976. Хит парада - Зелена долина
- 1977. Илиџа - Рекла ми је довиђења
- 1979. Илиџа - Волимо се ал' се не виђамо
- 1988. Распевана Шумадија, Краљево - Само ти ми требаш

## Дискографија
- Мирослав Радовановић (1975) Дискос
- Од лажних сам љубави уморан (1989) Дискос
- Мирослав Радовановић (2006) Мелос
- извор сајт Discogs